# Дом Гармошка
Дом Гармошка — жилой дом в Воронеже, являющийся одной из достопримечательностей города. Расположен по адресу: ул. Карла Маркса, 94.
В 1928 году был объявлен конкурс на проект жилого дома. По воспоминаниям архитектора Н. В. Троицкого, он увидел в газете «Известия» объявление о конкурсе на проекты жилых домов. Троицкий заинтересовался и взял самый сложный участок, который был образован пересечением двух улиц — Карла Маркса и Студенческой. Он подал сделанный за несколько вечеров проект конструктивистского здания в комиссию и через некоторое время узнал, что его проект выиграл. Дом, предложенный Троицким, несмотря на странную форму из сплошных прямых углов, был наиболее вместителен и вписывался в имеющийся на улице архитектурный ансамбль.
Дом был построен в 1929 году. Во время Великой Отечественной войны дом пострадал, и в 1950-х годах его восстановили с изменением фасадов в классическом стиле.